# Wonder-Working Providence of Sion's Saviour in New England
Wonder-Working Providence of Sion's Saviour in New England - dramat epicki autorstwa Edwarda Johnsona. Utrzymany w podobnym klimacie jak Journal Johna Winthropa. Utwór został wydany w 1654.